# Piazza Savoia
Piazza Savoia (comunemente detta "Piazza obelisco") è una piazza del centro storico di Torino, nel Quadrilatero Romano. Si trova tra via Corte d'Appello e via della Consolata e rappresenta uno degli scorci più curiosi della città, per via dell'obelisco che troneggia al suo centro. È intitolata alla regione della Savoia, un tempo possedimento del regno di Sardegna, sebbene comunemente si pensi sia dedicata all'omonima dinastia regnante Casa Savoia.

## Storia
Anticamente fu la porta occidentale (per molti storici la "Decumana") al fondo del decumano maximo (attuale via Garibaldi), che portava direttamente alla strada delle Gallie, e appartenente alla primitiva cinta romana della città romana III secolo. 

### Piazza Segusina
Nel VI secolo, l'antica porta romana prese poi il nome di Secusina, Segusina o Susina, poiché da lì si usciva verso la via per la Val di Susa. Intorno al X secolo, la Porta Segusina ospitò un piccolo castello-fortificazione per i nobili arduinici, dei quali la più famosa fu la contessa Adelaide di Susa, ma, ormai in disuso, il conte Pietro II di Savoia la fece abbattere intorno al 1250, per riedificarne nuova. Fra il XII secolo e il XIII secolo fu quindi utilizzata come frequente passaggio della diramazione meridionale della Via Francigena, il percorso dei pellegrini cristiani europei diretti alla sede dell'impero romano e passanti per il Colle del Moncenisio, in questo caso attraverso le strade Rippolarum e Collegii, Rivoli e Collegno, località situate entrambe a ovest della capitale sabauda. In previsione dei nuovi ampliamenti della città (che avverranno però solo nel 1620), la fortificazione della Porta Segusina fu definitivamente abbattuta nel 1585, per dare vita alla semplice Piazzetta Segusina (o Susina).
Nel 1713, con il terzo ampliamento della città da parte dei Savoia, Michelangelo Garove disegnò la pianta quadrata di quella che diventerà l'attuale piazzetta. Essa doveva essere circondata da eleganti palazzi, di cui i due più importanti sono:
- a nord, un'ala del Palazzo Martini di Cigala, elegante edificio attribuito al celebre architetto Juvarra (il quale prese in mano il progetto del Garove, nel frattempo deceduto) e lo fece erigere nel 1716 per conto del presidente del Senato Carlo Francesco Martini Cortesia, Conte di Cigala.
- a sud un'ala del Palazzo Baldassarre Saluzzo di Paesana, senatore del Regno di Sardegna che lo fece erigere dall'architetto Giacomo Plantery nel 1717, lungo via della Consolata fino a via Dora Grossa (attuale via Garibaldi), in direzione dei Giardini della Cittadella militare (oggi attuale Piazza Arbarello). Il palazzo, oltre che a conferire uno stile signorile all'isolato, fu dotato di misteriosi cunicoli sotterranei e passaggi segreti, in collegamento con le altre corti e chiese.

### Il nome francese
Quando nel 1796 lo stato sabaudo vacillò e il re Carlo Emanuele IV di Savoia venne costretto all'esilio (8 dicembre 1798), i francesi giunsero in città e, tra i primi provvedimenti, vi fu anche quello di mutare i nomi delle strade e delle piazze; Piazza Susina non fece eccezione e, negli anni dell'occupazione prima giacobina e poi napoleonica, si chiamò Place de France.
Restaurata la monarchia sabauda e cancellata la denominazione francese, la piazza mutò nome in "Piazza Paesana" (per la vicinanza col Palazzo Saluzzo di Paesana) almeno fino al 1860, quando prese l'attuale nome. In questo periodo la piazzetta fu adibita altresì ad area mercatale col nome piemontese di mercà dij busiard, ossia mercato dei rigattieri.

### Monumento alle leggi Siccardi

Antica fotografia del monumento di Piazza Savoia

La piazzetta è celebre oggi per l'imponente obelisco in granito di Baveno, alto 21 metri, eretto nel 1853 a ricordo delle leggi Siccardi del 1850. L'idea di erigere un monumento celebrativo per le discusse leggi del ministro di giustizia e senatore conte Giuseppe Siccardi (che abolivano il foro ecclesiastico) fu già del 1851, su iniziativa della torinese Gazzetta del Popolo. L'obelisco venne progettato dal pittore e scultore Luigi Quarenghi e i sostenitori del progetto (tra cui il direttore della Gazzetta del Popolo, Giovanni Battista Bottero) proposero di sistemarlo in Piazza Carignano. Non senza aspre discussioni col clero torinese, nella persona dell'arcivescovo Luigi Fransoni, il 23 novembre 1853 il monumento venne qui inaugurato, come ricorda una delle frasi incise sull'obelisco:
(Epigrafe sul monumento)
Il monumento contiene inoltre i nomi degli 800 comuni che sostennero entusiasti l'opera, scolpiti su tutti i lati. 
Il giorno della posa della prima pietra, il 17 giugno 1852, furono murati nel basamento i numeri 141 e 142 della Gazzetta del Popolo, una copia della legge Siccardi, monete, semi di riso, grissini e una bottiglia di Barbera. Frutto dell'ideologia anticlericale, esso fu volutamente collocato in una piazza prossima al Santuario della Consolata, sede della principale devozione cittadina, e a Palazzo Barolo, dove risiedeva la cattolica Giulia Falletti di Barolo. 
Durante la seconda guerra mondiale, i combattimenti per le strade cittadine rischiarono di abbattere l'obelisco: combattenti appostati in corso Siccardi, in direzione di via Cernaia, spararono alcuni colpi di mortaio in direzione di piazza Savoia, danneggiando il monumento e facendolo vacillare; rimasto in piedi, esso venne restaurato a guerra terminata. Un secondo restauro, nel 1993, ne ripulì la superficie e l'ampia gradinata.